# Drudkh
Drudkh е украинска блек метъл група. Състои се от Роман Саенко (бивш член на Hate Forest и Dark Ages), Thurios (бивш член на Astrofaes), Krechet и Vlad. Техните текстове и художествени теми обхващат славянската митология и украинския национализъм. Групата е свързана с крайнодясната политика, но отхвърля всякаква изрична връзка с политическа идеология. Много от текстовете на групата произлизат от произведенията на украински поети от 19 и 20 век (Александър Олес, Олег Олжич, Майк Йохансен и др.) и най-вече Тарас Шевченко.

## Дискография
Студийни албуми
- Forgotten Legends (2003)
- Autumn Aurora (2004)
- The Swan Road (2005)
- Blood in Our Wells (2006)
- Songs of Grief and Solitude (2006)
- Estrangement (2007)
- Microcosmos (2009)
- Handful of Stars (2010)
- Eternal Turn of the Wheel (2012)
- A Furrow Cut Short (2015)
- They Often See Dreams About the Spring (2018)
- All Belong To The Night (2022)

|  | Тази страница частично или изцяло представлява превод на страницата Drudkh в Уикипедия на английски. Оригиналният текст, както и този превод, са защитени от Лиценза „Криейтив Комънс – Признание – Споделяне на споделеното“, а за съдържание, създадено преди юни 2009 година – от Лиценза за свободна документация на ГНУ. Прегледайте историята на редакциите на оригиналната страница, както и на преводната страница, за да видите списъка на съавторите. ВАЖНО: Този шаблон се отнася единствено до авторските права върху съдържанието на статията. Добавянето му не отменя изискването да се посочват конкретни източници на твърденията, които да бъдат благонадеждни. |